# Liste der Kulturdenkmäler in Schwanheim (Bensheim)
Die folgende Liste enthält die in der Denkmaltopographie ausgewiesenen Kulturdenkmäler auf dem Gebiet des Ortsteils Schwanheim der  Stadt Bensheim, Landkreis Bergstraße, Hessen.
Hinweis: Die Reihenfolge der Denkmäler in dieser Liste orientiert sich an der Anschrift, alternativ ist sie auch nach der Bezeichnung, der vom Landesamt für Denkmalpflege vergebenen Nummer oder der Bauzeit sortierbar.
Kulturdenkmäler werden fortlaufend im Denkmalverzeichnis des Landes Hessen durch das Landesamt für Denkmalpflege Hessen auf Basis des Hessischen Denkmalschutzgesetzes (HDSchG) geführt. Die Schutzwürdigkeit eines Kulturdenkmals hängt nicht von der Eintragung in das Denkmalverzeichnis des Landes Hessen oder der Veröffentlichung in der Denkmaltopographie ab.

Über die Spalte Objekt-Nr. kann die Beschreibung beim Landesamt für Denkmalpflege eingesehen werden.
| Bild                                      | Bezeichnung                               | Lage                                                                                             | Beschreibung | Bauzeit                         | Objekt-Nr. |
| ----------------------------------------- | ----------------------------------------- | ------------------------------------------------------------------------------------------------ | --- | ------------------------------- | ---------- |
| Gesamtanlage altes Straßendorf Schwanheim | Gesamtanlage altes Straßendorf Schwanheim | Schwanheim, Am Junkergarten, Im Alengarten, Rathausstraße, Rohrheimer Straße, Schulzengasse Lage | Am Junkergarten 1–9, 2–8; Im Alengarten 2; Rathausstraße 2; Rohrheimer Straße 27–79, 28–80; Schulzengasse 1–3. Die Gesamtanlage umschreibt im Wesentlichen den Bereich des alten Straßendorfes Schwanheim, wie es sich bis zum Ende des 19. Jahrhunderts entwickelt hat. |                                 | 982 DDB    |
| Hofanlage                                 | Hofanlage                                 | Schwanheim, Im Alengarten 2 LageFlur: 1, Flurstück: 165                                          | Die Hofanlage besteht aus einem zweigeschossigen Fachwerkgebäude mit Walmdach auf einem niedrigen Massivsockel und einer giebelständigen Satteldachscheune. Entlang der Straße „Zum Alengarten“ ist das Gebäude eingeschossig mit Satteldach, daran anschließend ein turmartig wirkendes Zwerchhaus. Die Anlage ist von orts- und wirtschaftsgeschichtlicher sowie städtebaulicher Bedeutung. | um 1800                         | 963 DDB    |
| Wohnhaus                                  | Wohnhaus                                  | Schwanheim, Im Alengarten 11 LageFlur: 1, Flurstück: 191                                         | Das älteste Wohnhaus Schwanheims ist ein zweigeschossiges, giebelständiges Gebäude mit massivem, erneuerten Erdgeschoss und einem Obergeschoss mit konstruktivem Fachwerk der Renaissance und Satteldach. Der Giebel ist vorstehen mit profilierte Schwellen. Das Fachwerk zeigt die für die Zeit typische formenreiche Gestaltung wie durchkreuzte Rauten und zwei Drittel hohe Andreaskreuze. Dieses in einem Dorf erhaltene Baudenkmal aus der ersten Hälfte des 17. Jahrhunderts ist von besonderem Wert. | 1629                            | 965 DDB    |
| Ev. Pfarrhaus                             | Ev. Pfarrhaus                             | Schwanheim, Rohrheimer Straße 27 LageFlur: 1, Flurstück: 227/4                                   | Das traufständige, zweigeschossige Wohnhaus aus gelben Ziegelsteinen hat ein Krüppelwalmdach und steht von der Straße abgerückt. Der Sockel besteht aus unregelmäßigen Granitsteinen und die Kanten des Hauses sind mit dekorativen roten Ziegelsteinen geschmückt. Hofseitig befindet sich ein schmaler Treppenhausrisalit. Das Gebäude wird bis heute als Pfarrhaus genutzt. | 1891                            | 964 DDB    |
| Hofanlage                                 | Hofanlage                                 | Schwanheim, Rohrheimer Straße 28 LageFlur: 1, Flurstück: 7/1                                     | Die Hofanlage besteht aus einem giebelständigen Wohnhaus, dahinter durch einen kurzen Flügel angebunden die querstehende Fachwerkscheune mit Satteldach. Das zweigeschossige Wohnhaus ist in gelbem Sandstein errichtet hat ein Satteldach und ist durch horizontale Gesimse gegliedert. Die regelmäßig gesetzte Fensteröffnungen haben rote Sandsteinumrandungen und teilweise noch Klappläden. Im Giebel befindet sich ein kleines Bogenfenster. Die noch relativ junge Hofanlage ist von siedlungsgeschichtlicher Relevanz. | Anfang 20. Jahrhundert          | 966 DDB    |
| Wohnhaus                                  | Wohnhaus                                  | Schwanheim, Rohrheimer Straße 31 LageFlur: 1, Flurstück: 225/3                                   | Der giebelständige, zweigeschossige Fachwerkbau mit Krüppelwalmdach ist heute im Erdgeschoss massiv ersetzt, das Obergeschoss ist verputzt und der Giebel verschindelt. Der historische Barockbau entspricht in seiner Form dem heute abgebrochenen „Gasthaus zum Löwen“. | 2. Hälfte 18. Jahrhundert       | 28620 DDB  |
| Hofanlage                                 | Hofanlage                                 | Schwanheim, Rohrheimer Straße 33 LageFlur: 1, Flurstück: 222/3                                   | Die große Hofanlage besteht aus einem zweigeschossigen, giebelständigen Fachwerkwohnhaus mit Krüppelwalmdach, einer hinten quer stehenden Scheune mit Krüppelwalmdach und einem kleinen traufständigen Backhaus an der Straße. Die gegenüber der evangelischen Kirche gelegene Hofanlage ist von bau- und wirtschaftsgeschichtlicher sowie städtebaulicher Relevanz. | spätes 18. Jahrhundert          | 969 DDB    |
| weitere Bilder                            | Evangelische Kirche Schwanheim            | Schwanheim, Rohrheimer Straße 34 LageFlur: 1, Flurstück: 1                                       | Von Georg Moller im klassizistischen Stil erbautes Kirchengebäude. 1877 kam es zu einer gravierenden Veränderung durch den Ersatz der schlichten klassizistischen Zeltdächer der Türme durch hohe Spitzhelme. 1907 wurde das Kircheninnere von dem Frankfurter Maler Karl Lanz mit einer Jugendstilmalerei dekoriert, die im Zuge der Renovierung 1962/63 wieder verschwand. Erst die jüngste Restaurierung von 1993/94 stellte den ursprünglichen Zustand wieder her. Der vollständig verputzte rechteckige Kirchenbau hat eine vorgelagerte Eingangsfront mit hohem Rundbogen über der die beiden Türme stehen. Der Altarraum ist in das Schiff eingebunden und wird von schmalen Nebenräumen flankiert. Das versteckt hinter der Eingangsfassade liegende Schiff hat beidseitig jeweils fünf hohe, rundbogige Fenster und wird von einem schlichten Satteldach abgeschlossen. In der gegenüber liegenden Giebelfront breites Bogenfenster über dem Altarraum. Die Kanzel ist zentral angeordneter und hat zwei Treppenaufgängen. An drei Seiten des Schiffes hölzerne Empore auf kannelierten dorischen Säulen. Über dem Eingang die 1863 von Heinrich Keller erbaute Orgel. Der Kirchenbau ist von besonderem kunsthistorischem Wert. | 1819–1821                       | 962 DDB    |
| Ehem. Rathaus/Schule                      | Ehem. Rathaus/Schule                      | Schwanheim, Rohrheimer Straße 45 LageFlur: 1, Flurstück: 163                                     | Das traufständige, repräsentative Gebäude wurde nach Plänen des Bauassessors Michael Spiess errichtet. Die Pläne wurden später von Georg Moller modifiziert. Ein erstes Schulhaus wurde bereits 1686/87 vor der alten Kirche gebaut und ein Vorgängerrathaus befand sich am heutigen Standort. Da beide baufällig waren, wurde das heutige Gebäude als Ersatz, inklusive einer Lehrerwohnung sowie einem Gefängnis, geschaffen. Das Gebäude wurde als zweigeschossiger Putzbau mit einem flachen Walmdach, das von einem Glockentürmchen gekrönt wird, ausgeführt. Das im Innern mehrfach umgebaute ehemalige Rat- und Schulhaus dient heute als Bankfiliale und Vereinshaus. Für Schwanheim ist es von besonderer historischer Bedeutung. | 1822–24                         | 968 DDB    |
| Wohnhaus                                  | Wohnhaus                                  | Schwanheim, Rohrheimer Straße 51 LageFlur: 1, Flurstück: 156/3                                   | Zweigeschossiges Fachwerk-Eckhaus mit teilweise massiv erneuert Erdgeschoss und mehrfach profilierten Schwellen, kräftigen Eckpfosten und Walmdach. Das Gebäude ist von orts- und baugeschichtlicher Relevanz. | 18. Jahrhundert                 | 970 DDB    |
| Wohnhaus                                  | Wohnhaus                                  | Schwanheim, Rohrheimer Straße 53 LageFlur: 1, Flurstück: 116/2                                   | Das traufständige, zweigeschossige Fachwerk-Wohnhaus in Ecklage mit Krüppelwalmdach wird von einer kunstvoll geschmiedeten Wetterfahne gekrönt. Das Erdgeschoss wurde teilweise massiv erneuert, das Fachwerk im Obergeschoss mit kräftige Schwellen, Mann-Konfiguration und Rauten in den Fensterbrüstungs-Gefachen. Das stattliche Wohnhaus, in dessen Nebengebäuden vermutlich die Schwanheimer Zigarrenfabrik „Th. Seehaus,“ untergebracht war, ist von bau- und ortsgeschichtlicher, sowie künstlerischer Bedeutung. | Mitte 18. Jahrhundert           | 975 DDB    |
| Wohnhaus                                  | Wohnhaus                                  | Schwanheim, Rohrheimer Straße 54 LageFlur: 1, Flurstück: 39/1                                    | Das zweigeschossige, traufständige Wohnhaus einer ehemaligen Hofanlage ist aus gelbem Sandstein errichtet. Die rundbogig Durchfahrt zum Hof ist mit rotem Sandstein profiliert gefasst, ebenso der rundbogige Eingang mit Treppe. Als traufständiger Massivbau durchbrach das Gebäude die Reihe der giebelständigen Fachwerkbauten und lässt auf einen gewissen Repräsentationsanspruch seines Erbauers schließen. | Mitte 19. Jahrhundert           | 971 DDB    |
| Wohnhaus                                  | Wohnhaus                                  | Schwanheim, Rohrheimer Straße 55 LageFlur: 1, Flurstück: 114/1                                   | Giebelständiges, eingeschossiges Fachwerkwohnhaus einer Hofreite mit hohem Krüppelwalmdach. Zur Hofseite zwei große miteinander verbundene Satteldach-Zwerchhäuser. Das Fachwerk ohne Schmuck aus kräftigen Balken. Das Gebäude ist ein wesentliches Element der Häuserzeile und ist von baugeschichtlicher Relevanz. | frühes 19. Jahrhundert          | 974 DDB    |
| Wohnhaus                                  | Wohnhaus                                  | Schwanheim, Rohrheimer Straße 58 LageFlur: 1, Flurstück: 48/3                                    | Giebelständiges, zweigeschossiges Fachwerkwohnhaus einer Hofreite mit auf einer Seite aufgeschobenem Satteldach. Die hofseitige Traufwand wurde wohl im 19. Jahrhundert um zirka einen Meter nach vorne gezogen, daher auf aufgeschobene Dach. Der an das Haus anschließende Stall und die hinten im Hof querstehende Scheune in massiver Bauweise. Die gesamte Hofanlage ist von bau- und ortsgeschichtlichem Interesse. | 1. Hälfte 18. Jahrhundert       | 976 DDB    |
| Hofreite                                  | Hofreite                                  | Schwanheim, Rohrheimer Straße 59 LageFlur: 1, Flurstück: 111/2                                   | Typische Schwanheimer Hofreite des 18. Jahrhunderts. Das Fachwerkwohnhaus eingeschossig, giebelständig mit Satteldach auf massivem Sockel. Eine Besonderheit sind die erhaltene Pfosten des Hoftors. Über der Mannspforte ein bogiger Sturz mit Rahmenspiegel und einem springenden Hirschen sowie Kugelaufsätzen auf den Pfosten. Als Abschluss des Hofes die querstehende Scheune. Die Hofanlage ist von besonderer ortsgeschichtlicher Bedeutung. | Mitte 18. Jahrhundert           | 977 DDB    |
| Wohnhaus                                  | Wohnhaus                                  | Schwanheim, Rohrheimer Straße 60 LageFlur: 1, Flurstück: 49/2                                    | Eingeschossiges, giebelständiges Fachwerkhaus mit leicht aufgeschobenem Satteldach. Das schlichte guterhaltene Gebäude ist ein typisches Kleinbauernwohnhaus von baugeschichtlicher Relevanz. | um 1800                         | 978 DDB    |
| Wohnhaus                                  | Wohnhaus                                  | Schwanheim, Rohrheimer Straße 62 LageFlur: 1, Flurstück: 52                                      | Eingeschossiges, giebelständiges Fachwerkhaus mit Satteldach. Als Abschluss des Hofes querstehende Scheune. Das Gebäude gehört zu den giebelständigen Wohnhäusern, die das Ortsbild seit Jahrhunderten prägen. Außerdem war es das Geburtshaus des Erfinders und Orgelbauers Johann Christian Dietz (1773–1849). | um 1800                         | 979 DDB    |
| Wohnhaus                                  | Wohnhaus                                  | Schwanheim, Rohrheimer Straße 63 LageFlur: 1, Flurstück: 108/6                                   | Eingeschossiges, giebelständiges Fachwerkhaus mit Satteldach auf massivem Sockel. Hofseitig im Dach ein großes Satteldach-Zwerchhaus. Das kleinbäuerliche Wohnhaus ist für die Gesamtanlage Schwanheims unverzichtbar. | Ende/Anfang 18./19. Jahrhundert | 972 DDB    |
| Hofreite                                  | Hofreite                                  | Schwanheim, Rohrheimer Straße 64 LageFlur: 1, Flurstück: 53                                      | Giebelständiges, zweigeschossiges Fachwerkwohnhaus mit einseitigem Krüppelwalmdach und Biberschwanzeindeckung. Das Erdgeschoss ist massiv erneuert. Die im Hof querstehende Scheune ist Teil des Schwanheimer Scheunengürtels. Wohnhaus und Scheune sind von bau- und siedlungsgeschichtlicher Bedeutung. |                                 | 980 DDB    |
| Wohnhaus                                  | Wohnhaus                                  | Schwanheim, Schulzengasse 10 LageFlur: 1, Flurstück: 181/2                                       | Giebelständiges, zweigeschossiges Fachwerkwohnhaus mit Krüppelwalmdach einer Hofreite. Das Erdgeschoss ist massiv erneuert. Das Fachwerk mit kräftigen Eckständern und profilierter Schwelle. Das repräsentative Fachwerkgebäude ist von baugeschichtlichem Wert. | um 1800                         | 981 DDB    |
| weitere Bilder                            | Gesamtanlage Friedhof Schwanheim          | Schwanheim, Zum Römerhügel LageFlur: 1, Flurstück: 18                                            | Der Schwanheimer Friedhof liegt bis heute unmittelbar hinter der Kirche. Trotz Erweiterungen in den Jahren 1819, 1840/41 und 1875 hat er bis heute seine regelmäßige, viereckige Grundform mit halbhoher Umfassungsmauer beibehalten. Die Ursprünge des Friedhofs dürften so alt wie die Vorgängerkirche aus dem 15. Jahrhundert sein. Die ältesten erhaltenswerten Grabmäler stammen aus dem 19. Jahrhundert. Die Gesamtanlage des Friedhofs ist von ortsgeschichtlichem und künstlerischem Wert. |                                 | 973 DDB    |